# Convention des églises baptistes des Philippines
La Convention des églises baptistes des Philippines (anglais : Convention of Philippine Baptist Churches) est une association chrétienne évangélique d'églises baptistes aux Philippines. Elle est affiliée à l’Alliance baptiste mondiale. Son siège est situé à Iloilo City.

## Histoire

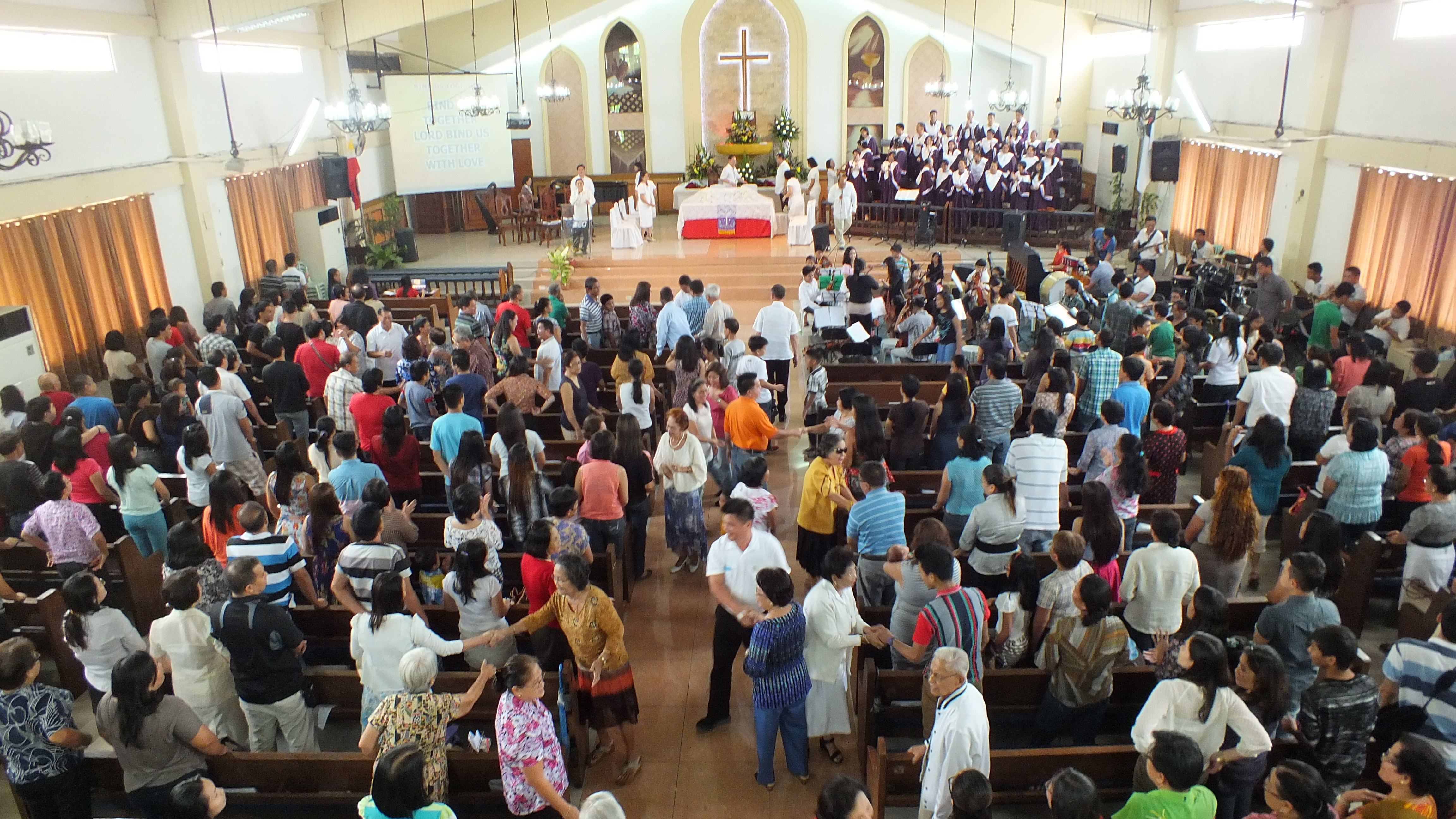
Service à l’Église évangélique de Bacolod.

La Convention des églises baptistes des Philippines a ses origines dans une mission américaine des Ministères internationaux en 1900 ,. Elle est officiellement fondée en 1935 . En 1980, Angelina Buensuceso est devenue la première  femme ordonnée pasteure dans la Convention . Selon un recensement de l’association, en 2023 elle disait avoir 1,079 églises et 600,000 membres.

## Écoles

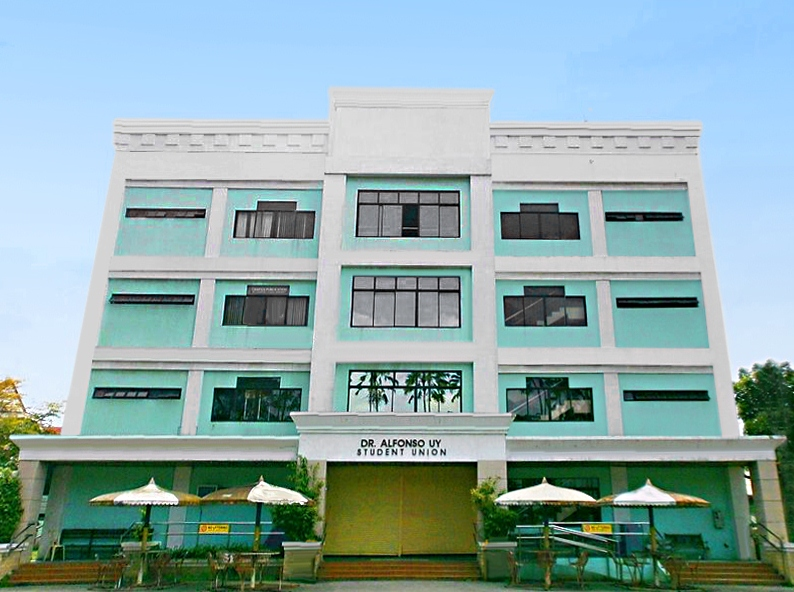
Alfonso A. Uy Student Union Building, Université centrale des Philippines à Iloílo.

Elle compte 2 universités, soit la Filamer Christian University et l’Université centrale des Philippines .